# Międzynarodowa Unia Leśnych Organizacji Badawczych

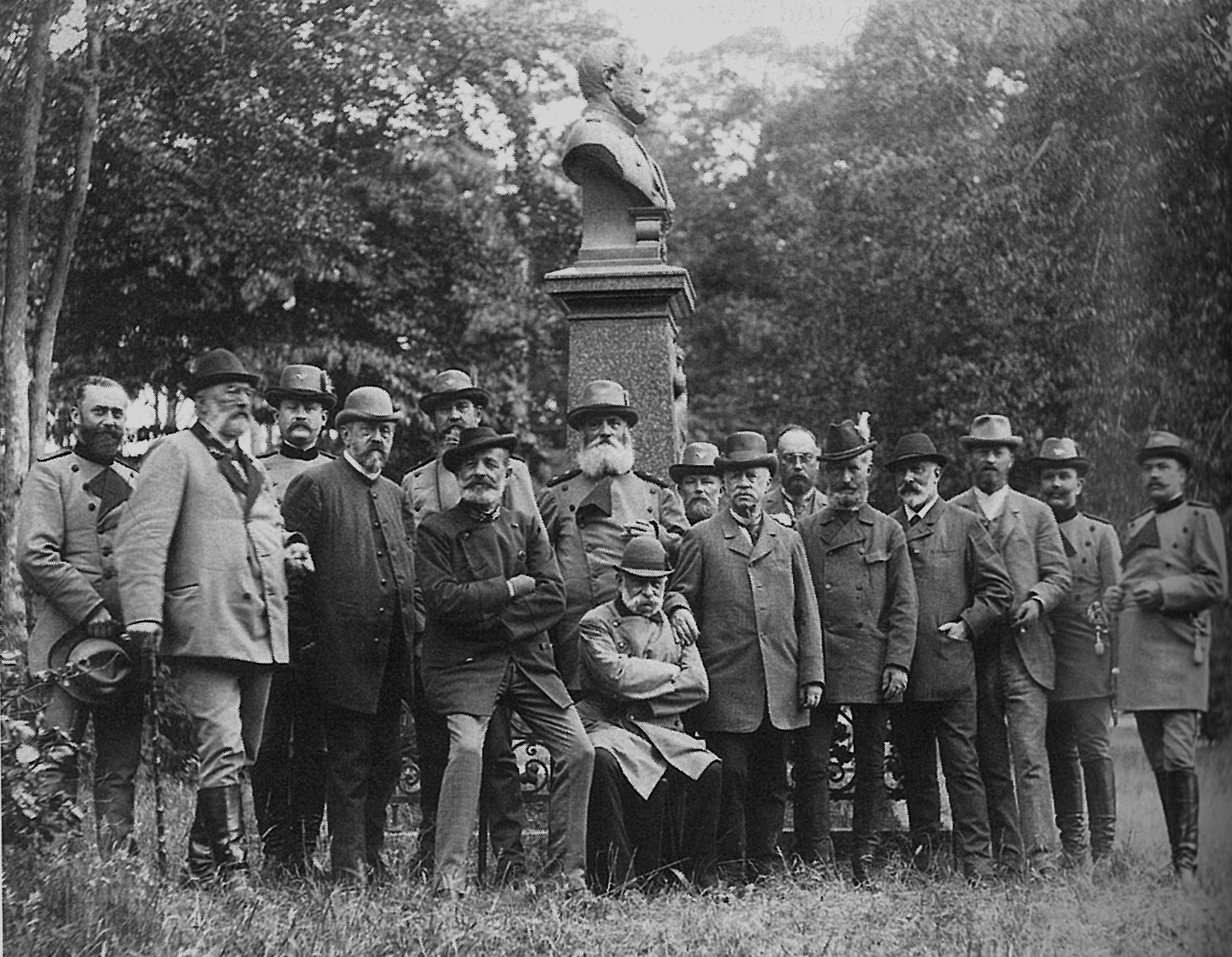
Członkowie 20 Zjazdu Towarzystwa Niemieckich Leśników w Eberswalde w 1892, którzy zdecydowali o założeniu organizacji międzynarodowej, obecnie IUFRO

Międzynarodowa Unia Leśnych Organizacji Badawczych (International Union of Forest Research Organizations, IUFRO) – niezależna instytucja i organizacja naukowa o zasięgu międzynarodowym, mająca na celu promowanie leśnictwa, rozwijanie badań leśnych. Pełni ważną rolę w tworzeniu sieci współpracy naukowej w leśnictwie i naukach pokrewnych.
Struktura IUFRO zawiera następujące oddziały:
1. Silviculture
2. Physiology and Genetics
3. Forest Operations, Engineering and Management
4. Forest Assessment, Modelling and Management
5. Forest Products
6. Social, Economic, Information and Policy Sciences
7. Forest Health
8. Forest Environment

oraz grupy robocze i programy specjalne
Polskimi członkami IUFRO są:
- Wydział Leśny SGGW w Warszawie,
- Wydział Leśny Uniwersytetu Przyrodniczego w Poznaniu,
- Wydział Leśny Uniwersytetu Rolniczego w Krakowie,
- Instytut Technologii Drewna w Poznaniu,
- Instytut Badawczy Leśnictwa w Warszawie,
- Instytut Dendrologii PAN w Kórniku.